# Ota Ryu
Ōta Ryū (太田 龍 [太田 竜] Japanese: Ōta Ryū, 16 tháng 8 năm 1930 – 19 tháng 5 năm 2009) là một nhà chính trị cực tả người Nhật, người sáng lập hội Nhật Bản Cộng sản Cách mạng (日本革命的共産主義者同盟 Nihon Kakumeiteki Kyōsansugisha Dōmei) theo chủ nghĩa Trotsky vào năm 1955 và là lãnh đạo đầu tiên của Đệ Tứ Quốc tế tại Nhật Bản. Ông nổi tiếng sau này vì là người đưa chủ nghĩa bài Do Thái và phong trào bảo vệ môi trường kiểu cực tả vào Nhật Bản vào cuối những năm 1980.

Đệ Tứ Quốc tế

Ông tên thật là Kurihara Tōichi (栗原 登一), sinh ra ở vùng Yuzhno-Sakhalinsk trên đảo Sakhalin trong thời điểm Nhật Bản vẫn kiểm soát đảo này sau chiến thắng Chiến tranh Nga – Nhật năm 1905. Năm 1945 ông tham gia Đoàn Thanh niên dân chủ Nhật Bản, một chi nhánh cho thiếu niên của Đảng Cộng sản Nhật Bản. Ông gia nhập Đảng Cộng sản 2 năm sau đó. Năm 1953, Ōta rời bỏ đảng Cộng sản Nhật Bản. Năm 1955, ông cùng Kuroda Kanichi thành lập hội Nhật Bản Cộng sản Cách mạng, trở thành lãnh tụ đầu tiên của phong trào Đệ Tứ Quốc tế tại Nhật Bản. Hai năm sau Ōta tiếp tục thành lập Hội Đệ Tứ Nhật Bản (日本トロツキスト連盟 Nihon Trotskyist Renmei).
Đến cuối thập niên 1980, Ōta sử dụng phong trào bảo vệ môi trường và chủ nghĩa bài Do Thái, xuất bản nhiều cuốn sách về các thuyết âm mưu Do Thái thống trị thế giới phương Tây ở Nhật Bản cũng như tác hại của sự Tây hóa văn hóa Nhật Bản và Á Đông. Ông cũng là một nhà hoạt động bình đẳng giới và nữ quyền, cho rằng phụ nữ Nhật Bản sẽ trở nên vượt trội so với phụ nữ phương Tây. Ông cũng là một nhà triết học Phật giáo, tin vào thuyết vô thần.